# 约翰·卡尔斯特罗姆
约翰·E·卡尔斯特罗姆（英語：John E. Carlstrom，1957年—），美国天体物理学家，芝加哥大学天文学和天体物理学院、物理学院教授。

## 奖项
- 1998年，麦克阿瑟研究奖[2]
- 2004年，麦哲伦金质奖章[3]
- 2006年，比阿汀斯·莫瑞尔·廷斯利奖
- 2015年，格鲁伯宇宙学奖[4]